# Jin-Soo Kwon
Jin-Soo Kwon er en fiktiv karakter i den amerikanske tv-serie Lost, spillet af Daniel Dae Kim.
Under optagelserne af "Ji Yeon" blev Daniel arresteret for spirituskørsel; Noget han fortrød og undskyldte offentligt i pressen.

## Baggrund
Jin og co-karakteren Sun-Hwa Kwon var ikke en del af seriens originale udkast. Det var først da Yunjin Kim auditionerede efter rollen som Kate Austen, at forfatterne implementerede det koreanske ægtepar.

### Personlighed
Jin en autoritær og loyalt indstillet personlighed. Han har en klar, ambitiøs idé om hvad han vil i livet. Han tager dagligt imod ordre fra Mr. Paik – Suns far – men er selv meget bestemmende overfor Sun. Specielt på øen og tiden op til. Han ændrer denne indstilling i løbet af anden sæson, hvorefter han synes at bløde op, selvom der fra tid til anden kommer enkelte "tilbagefald."

### Sprog og navn
Jin er den eneste figur i serien der ikke snakker engelsk. Skuespillere bag, Daniel Dae Kim er koreansk men voksede op i Pennsylvania og snakker derfor flydende engelsk og koreansk med amerikansk accent. På settet instrueres han af en dialekttræner og Yunjin Kim til at snakke uden accenten.
I Korea er der tradition for at familienavnet står først, og derfor burde han teknisk set hedde Kwon Jin-Soo.

## Biografi

### Før flystyrtet
Jin blev født til en fattig fiskerfamilie i en koreansk landsby, og opvoksede med en far, der end ikke kunne vide sig sikker på det biologiske bånd, på grund af moderens prostitutionsjob. Jin ved dog intet om moderens foretagende; End ikke efter moderen opsøger Sun og afpresser hende for $100.000.

### Efter flystyrtet

#### Sæson 1
Tekst mangler, hjælp os med at skrive teksten

#### Sæson 2
Tekst mangler, hjælp os med at skrive teksten

#### Sæson 3
Jin, Sun og Sayid sejler i land ved broen og han opdager at Sun og Sayid på engelsk planlægger et baghold, han ikke er klar over. Han fortæller Sun at han forstår engelsk bedre end de regner med.
Jin tager på udflugt med Desmond, Hurley og Charlie.
Han er med i bagholdet mod The Others.

#### Sæson 4
Jin genforenes med Sun da alle overlevende mødes foran flyets cockpit.

## Trivia
- Det var i seriens originale udkast ikke meningen at et koreansk par medvirkede.

## Fodnoter
1. ↑  "D.O.C."